# Aymaria conica
Aymaria conica är en spindelart som först beskrevs av Banks 1902.  Aymaria conica ingår i släktet Aymaria och familjen dallerspindlar. Inga underarter finns listade.